# Myllyvesi och Väärä-Kalkku
Myllyvesi och Väärä-Kalkku är en sjö i kommunerna Orivesi och Jämsä i landskapet Birkaland och Mellersta Finland i Finland. Sjön ligger 105,7 meter över havet. Arean är 1,4 kvadratkilometer och strandlinjen är 13,1 kilometer lång. Sjön  ingår i Kumo älvs huvudavrinningsområde.   Den ligger omkring 59 km nordöst om Tammerfors och omkring 180 km norr om Helsingfors. 
De båda sjödelarna med Väärä-Kalkku i norr och Myllyvesi i söder skiljs åt av ett sund med en vägbank.